# Signe Vessman
Signe Augusta Maria Vessman, i riksdagen kallad Vessman i Stockholm, ogift Svensson, född 20 juni 1879 i Hedvig Eleonora församling i Stockholm, död 25 mars 1953 i Bromma församling i Stockholm, var en svensk riksdagsledamot och förbundsordförande för socialdemokratiska kvinnoförbundet 1920–1936.
Hon var ordförande och ombudsman i Kvinnornas Fackförbund 1906–1908, ombudsman i Skrädderiarbetareförbundet 1909–1911; kassör och expeditör för Morgonbris 1911–1920 och dess redaktör 1920–1932, och ordförande i socialdemokratiska kvinnoförbundet 1920–1936.

## Biografi
Signe Vessman var tidigt aktiv inom arbetarrörelsen, särskilt i fackliga frågor. Hon var utbildad sömmerska och blev medlem i Sömmerskornas fackförening då den bildades 1902. Hon ledde agitationsarbetet bland kvinnorna inom Svenska skrädderiarbetareförbundet mellan 1909 och 1911. Från 1911 ingick hon i de socialdemokratiska kvinnornas styrelse, och mellan 1911 och 1920 var hon kassör för tidningen Morgonbris. När det socialdemokratiska kvinnoförbundet grundades 1920 blev hon dess första ordförande. 1921–1936 var hon också redaktör för förbundets tidning Morgonbris. Hon var ledamot av Internationella Socialistiska Kvinnokommittén 1923–1936. Vessman var ledamot i riksdagens andra kammare 1925–1928. 
Hon var ledamot av stiftelsen Kronprinsessan Margaretas minnesfond från 1920.
Vessman var dotter till stenhuggaren August Svensson och Maria Kristina Graaf. Hon var från 1914 gift med banktjänstemannen Johan Adolf Vessman (1877–1966). Hon är begravd på Norra begravningsplatsen i Stockholm.